# بلاكبينك
فرقة بلاك بينك (بالإنجليزية: BlackPink، وتُكتب: BLΛƆKPIИK، بالكورية: 블랙핑크) هي فرقة كورية جنوبية بدأت انطلاقتها بتاريخ 8 أغسطس عام 2016 تحت إدارة وكالة واي جي إنترتينمنت وتتكون الفرقة من 4 عضوات: جيسو، جيني، روزي، ليسا.
ظهرت الفرقة لأول مرة في أغسطس 2016 بألبومها المنفرد سكوير ون، والذي تضمن أغنية صافرة وبومباياه، وقد حققوا إدخالاتهم الأولى في مخطط سيركل الرقمي في كوريا الجنوبية ومخطط مبيعات الأغاني الرقمية العالمي بيلبورد في الولايات المتحدة، على التوالي.
بلاكبينك هي أنجح فرقة فتيات كورية على مستوى العالم، وغالبًا ما يُطلق عليها لقب «أكبر مجموعة فتيات في العالم» ، كما حققن أعلى تمثيل كوري في مخطط بيلبورد هوت 100، وبلغن ذروتهن في المركز 13 بأغنية آيس كريم، وأيضا على بيلبورد 200، وبلغت ذروتها في المرتبة الأولى مع أغنية بورن بينك (2022)، وهو الألبوم الأكثر مبيعًا على الإطلاق لفرقة فتيات كورية وأول ألبوم يبيع أكثر من مليوني نسخة. كانوا أول مجموعة فتيات تتصدر قائمة فنان 100 وأول مجموعة فتيات كورية تتصدر قائمة بيلبورد تويتر كانت الفرقة أيضًا أول فرقة كورية تحصل على شهادة من رابطة صناعة التسجيلات الأمريكية بأغنيتها المنفردة ددو-دو ددو-دو في 2018، والتي كانت أول أغنية لفرقة كورية تجتاز حاجز المليار مشاهدة وهي حاليًا الأكثر مشاهدة من قِبل مجموعة كورية على اليوتيوب. كانت أغنيتهم لعام 2018 قبلة ومكياج، بالتعاون مع دوا ليبا، أول أغنية من قبل مجموعة كورية تحصل على شهادة من صناعة التسجيلات البريطانية وشهادة بلاتينية من قبل الجمعية الأسترالية لصناعة التسجيلات
كان الألبوم الأول للمجموعة الألبوم (2020) هو أول ألبوم لمجموعة فتيات كورية تبيع أكثر من مليون نسخة وكان الألبوم الكوري الأكثر رواجًا على بيلبورد 200 في المرتبة الثانية.
في 2022، كان أغنية بورن بينك أول ألبوم لمجموعة فتيات بوب كوري في التاريخ يصل إلى رقم واحد على بيلبورد 200 بالإضافة إلى مخطط ألبومات المملكة المتحدة.
الأغنية المنفردة الرئيسية في الألبوم بينك فينوم كانت أيضًا أول أغنية لمجموعة كورية تتصدر قائمة أريا تشارتس وأول أغنية لفنانة كورية تتصدر مخطط بيلبورد العالمي 200.
لقد حطمت العديد من السجلات عبر الإنترنت طوال حياتهم المهنية، سجلت أغنية اقتل هذا الحب وهاو يو لايك ذات رقمًا قياسيًا للفيديو الموسيقي الأكثر مشاهدة خلال 24 ساعة الأولى من الإصدار، وتحطيم موسوعة غينيس.
كما هم أول فرقة موسيقية كورية لديها خمسة مقاطع فيديو موسيقية وصلت لكل منها مليار مشاهدة على اليوتيوب، وأيضا أكثر نشاط موسيقي مشترك على المنصة وأول من وصل إلى أكثر من 80 مليون مشترك  ومجموعة الفتيات الأكثر متابعة على سبوتيفاي. ومن بين الجوائز الأخرى التي حصلوا عليها جائزة فنان العام الجديد في حفل توزيع جوائز القرص الذهبي الحادي والثلاثين وجوائز سول للموسيقى السادسة والعشرين، وجائزة مينت لأفضل فرقة نسائية في عام 2020، وهي أول فرقة فتيات كورية تحصل على جائزة إم تي في
 والاعتراف بها كأول فرقة نسائية كورية في قائمة فوربس 30 تحت الـ30 في آسيا. تم الاعتراف بها كواحد من أقوى المشاهير في كوريا الجنوبية من قبل فوربس كوريا (احتلت المرتبة الأولى في عام 2019، والثالثة في عام 2020، والثانية في عام 2021)  وأيضا من قبل الرئيس الكوري الجنوبي السابق مون جاي إن باعتبارها ظاهرة شعبية تساعد في انتشار محتوى الكيبوب في جميع أنحاء العالم.

## مسيرة الفرقة

### تكوين الفرقة وما قبل الترسيم (2010-2016)
بدأت تشكيل فرقة بلاك بينك من قبل واي جي إنترتينمنت لإنشاء فرقة فتيات جديدة وذلك بعد إطلاق تو ني ون، في عام 2009. وصفت جيني التجربة «أكثر صرامة من المدرسة» ووردية مقارنة بها، وذلك في ذا إكس فاكتور. بالنسبة للأعضاء الذين كانوا خارج كوريا الجنوبية، كانت وتيرة التدريب إلى جانب صدمة الثقافة صعبة بشكل خاص. بدأت الاستعدادات لأول مرة للترسيم في وقت مبكر عام 2011، عندما كشفت واي جي في 14 نوفمبر أن فرقة الفتيات الجديدة ستظل لا تنسى في أوائل النصف العام لعام 2012 وستصبح سبعة أعضاء على الأقل. منذ ذلك الحين، ظهرت العديد من الأخبار والشائعات المحيطة بأول مرة في فرقة الفتيات الجديدة التي تأخرت، على الرغم من عدم وجود معلومات رسمية. في 18 مايو 2016، أكدت الشركة أن الفرقة سيتم ترسيمها لأول مرة في يوليو، وأن الأعضاء تم اختيارهم من خلال سنوات من المنافسة الصلبة. أكدت في وقت لاحق أن جانغ هانا وموون سوا، تم تقديمهم إلى الجمهور كأفراد محتملين في مجموعة الفتاة الجديدة، لم يتم تضمينهم في التشكيلة.
وكانت جيني أول عضو تم كشفها في 1 يونيو 2016. انضمت إلى واي جي كمتدربة في عام 2010 بعد العودة إلى كوريا الجنوبية من نيوزيلندا. لقد تم تقديمها للجمهور لأول مرة في عام 2012 في صورة بعنوان «من هذه الفتاة؟» على موقع واي جي في 10 أبريل. واصلت جيني الترويج كعضوة في الفرقة الجديدة من خلال تعاونيات متعددة: قامت بدور مع جي دراغون في أغنية ذات أكس أكس من أسطوانته واحدة من نوعه في 2012، وأغنية «أسود» من ألبومه قاعدة شاذة وذلك في 2013، وأغنية أول حب للمغنية إي ها إي.  
تم الكشف عن ليزا كعضوة ثانية الفرقة وذلك في 8 يونيو 2016. كانت الفرد الوحيد من تايلاند بين 4000 من المتقدمين لاختبار واي جي في 2010 وأصبحت أول متدربة أجنبية في الوكالة في عام 2011. تم تقديمها لأول مرة في مايو 2012 في مقطع فيديو تم نشره على قناة واي جي على اليوتيوب، بعنوان «من هذه الفتاة؟؟؟». ظهرت ليزا أيضا مع تاي يانغ بأغنية رينجا لينجا في عام 2013. وأصبحت متحدثا عن العلامة التجارية لارتداء الشوارع «نونا ناين أن» في عام 2015 ومستحضرات التجميل للعلامة التجارية «موون شوت» في عام 2016.
تم الكشف عن جيسو كعضوة ثالثة في الفرقة وذلك في 15 يونيو 2016. انضمت إلى واي جي كمتدربة في يوليو 2011 وظهرت في العديد من الإعلانات ومقاطع الفيديو الموسيقية في سنواتها السابقة لأول مرة، بما في ذلك «سبولير + هابي إيندينغ» في 2014 وذلك من ألبوم شويبوكس لإبيك هاي، وأغنية أنا مختلف لهاي سوهيون وذلك في نفس السنة، كما قدمت دور الكاميو بمسلسل المنتجون وذلك في 2015
كانت روزي هو العضوة الأخيرة التي تم الكشف عنها، وذلك في 22 يونيو 2016. حصلت على المرتبة الأولى من بين 700 من المتقدمين في الاختبار الترفيهي لعام 2012 في أستراليا، وبعد ذلك وقعت على عقد كمتدربة وانتقلت إلى سيول لبدء التدريب. ظهرت في أغنية بدونك اجي دراغون من ألبومه «واحدة من نوعها» وذلك في 2012.

الشعار الرسمي للفرقة

في 29 يونيو، أكدت واي جي أن الفرقة الجديدة ستتكون من أربعة أعضاء بدلا من المخطط لهم أصلا وتم إطلاق اسم الفرقة الرسمي بلاك بينك. وفقا لممثل الوكالة، فإن اسم الفرقة يعني «ليس كل شيء جميل» ورمز إلى أن «هم فريق لا يشمل الجمال فقط، بل الموهبة الرائعة أيضا.» كشفت جيسو في وقت لاحق في مؤتمر صحفي أن أسماء المجموعة الأخرى التي كانت قيد الدراسة بينك بونك، بيبي مونستر، ماغنوم. أصدرت الفرقة أول فيديو لممارسة الرقص في 6 يوليو، والذي حصل على اهتمام كبير. في 29 يوليو، أكدت الشركة أن الترسيم سبكون في 8 أغسطس 2016.

### الظهور لأول مرة وزيادة الشعبية والنجاح التجاري (2016-2017)

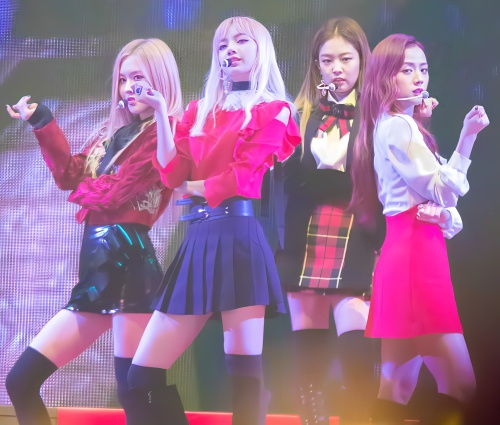
الفرقة وهي تقوم بتقديم عرضا يتضمن أغنية "اللعب بالنار" جوائز ميلون الموسيقية 2016 في نوفمبر 2016

بدأت العروض الترويجية لأول مرة في الفرقة في الأسبوع الأول من أغسطس 2016 بإطلاق صور ومقاطع الفيديو وإعلانات تشويقية. كأول فرقة فتيات من شركة واي جي منذ سبع سنوات. أصدرت الفرقة ألبومها الأول الأول سكوير ون في 8 أغسطس 2016، وتتكون من الأغاني بومباياه صافرة. وحققوا رقم واحد واثنان على مخطط مبيعات الأغاني الرقمية العالمي لبيلبورد، كما تصدرت أغنية «صافرة» بسرعة بمخطط غاون للموسيقى الرقمية. وصلت الفرقة أيضا إلى رقم واحد في المخططات الأسبوعية الكورية، وأيضا بمخطط كيو كيو ميوزك. وفي 14 أغسطس 2016، تم تقديم أول أداء وذلك ببرنامج إنكيغايو بنظام بث سول كما فازوا في المركز الأول بعد ثلاثة عشر يوما على ظهورهم، حيث كسروا الرقم القياسي لأقصر وقت لفرقة فتيات للفوز في برنامج موسيقي. ومن ثم فوز آخر ببرنامج إنكيغايو.
في 11 سبتمبر 2016، أصدرت الفرقة ألبومهم الثاني، توو سكوير، تتكون من الأغاني اللعب بالنار" و "بقاء"، في 1 نوفمبر، 2016. بدأت الفرقة بعمل العروض الترويجية على "إنكيغايو" وذلك في 6 نوفمبر وعلى برنامج إم كاونت داون بقناة إمنت وذلك في 10 نوفمبر. وقد كانت أغنية "اللعب بالنار" أغنيتهن الثانية التي وصلت إلى رقم واحد على مخططات بيلبورد وأول أغنية بوب كوري للفتيات على كاناديان هوت 100. في كوريا الجنوبية، وصلت أغنية "اللعب بالنار" في المرتبة الثالثة، في حين وصلت أغنية "بقاء" في العشرة الأوائل. كما حققت الفرقة نجاحا تجاريا في الأشهر الخمسة الأولى لهم، وذلك عن طريق العديد من الجوائز الصاعدة في عروض جائزة الموسيقى الكورية الكورية من العام الكوري، بما في ذلك جوائز آسيا الفنية مل وان ميوزيك أوورد، جوائز القرص الذهبي، جوائز سول للموسيقى، جائزة مخطط غاون. بالإضافة إلى ذلك، أعتبر بيلبورد الفرقة أحد أفضل فرق البوب الكوري الجديدة لعام 2016.

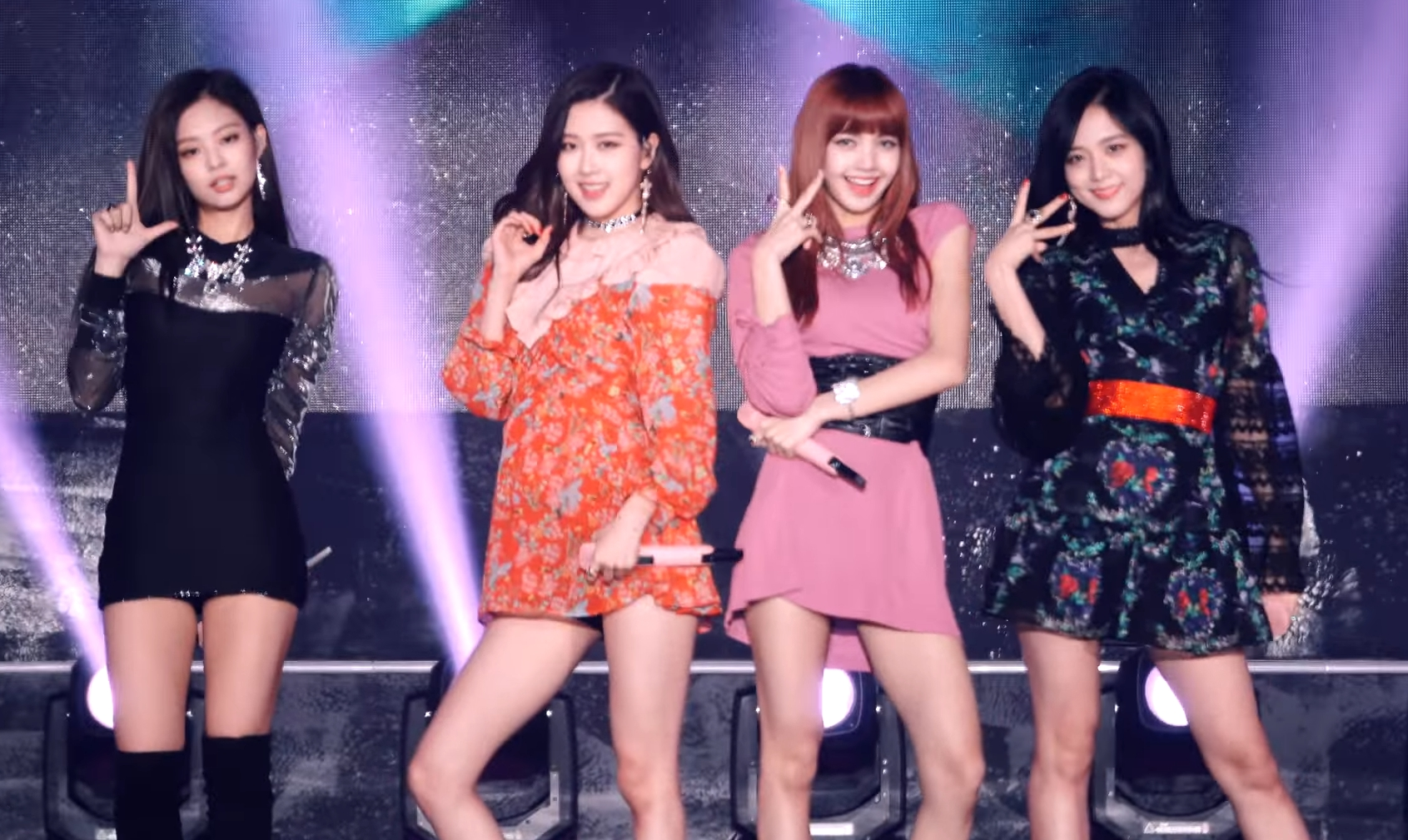
عرض لأغنية كما لو أنها آخر مرة في مهرجان كوريا للموسيقى الذي عقد فيكوشيك سكاي ديمو, بسول في 1 أكتوبر 2017

في 17 يناير 2017، كشفت الفرقة عن اسم نادي المعجبين - «بلينك»، وذلك كلفظ منحوت من «الأسود» و «الوردي». في 22 يونيو، أصدرت الفرقة أول أغنية مستقلة كما لو أنها آخر مرة. تم وصفه بأنه «نوع مختلط من الموسيقى» وتغيير للصوت من إصداراتهم السابقة. بلغت الأغنية ذروتها بالمرتبة الثالثة بمخطط غاون والمرتبة 13 على مخطط ببلنغ تحت الهوت 100 الأغاني المنفردة.
كما حصلت على المركز الأول بمخطط بيلبورد للمبيعات الرقمية بعد يوم واحد من الإصدار، محققا ثالت مرتبة أولى على المخطط. في وقت لاحق حققت الأغنية مشاهدات قياسية في أول 24 ساعة من الإطلاق. في 20 يوليو، 2017، أقامت بلاكبينك عرضا في نيبون بودوكان في طوكيو، الذي حضره أكثر من 14000 شخص، مع ما يصل إلى 200000 شخص يحاولون شراء التذاكر. كما عادت الفرقة في 30 أغسطس 2017، مع إطلاق أسطوانة بلاك بينك تضمن الإصدارات اليابانية من الأغنيتين السابقتين. وقد دخلت الأسطوانة مخططات أوركيون للألبومات. كما أصبحت أغنية من ضمن أفضل 25 أغنية في الصيف على اليوتيوب.

### الشعبية العالمية وأول جولة عالمية لهن (2018-2019)
في 6 يناير 2018، أصدرت الفرقة الحلقة الأولى من البرنامج الواقعي بلاكبينك هاوس، والتي تتألف من 12 حلقة صدرت طوال عام 2018. في 28 مارس، أعادت الفرقة إصدار الأسطوانة اليابانية الأول تحت الاسم «ري بلاك بينك». تضمن الإصدار الرقمي نفس الأغاني مثل الإصدار الأصلي، في حين أن الإصدار الفعلي تضمنت دي في دي من جميع مقاطع الفيديو الموسيقية الخاصة بهم وستة أغاني باللغة الكورية.

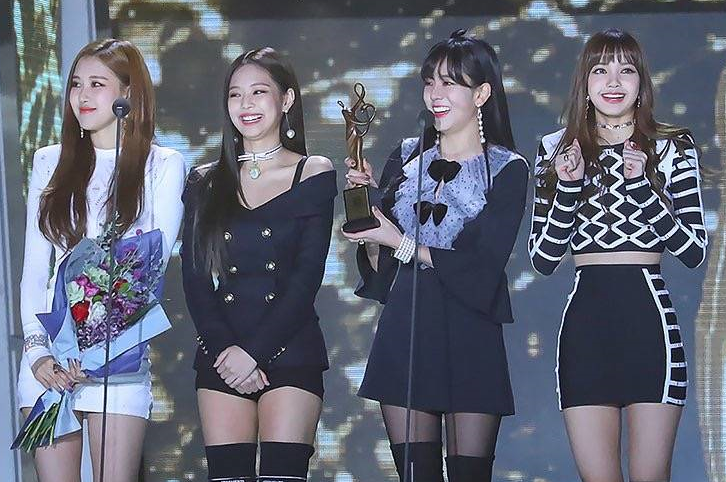
بلاكبينك في جوائز سول للموسيقى في 2018

في 15 يونيو 2018، أصدرت المجموعة أول أسطوانة كورية لهن، سكوير آب. في كوريا الجنوبية، حقق الألبوم رقم واحد على مخطط غاون للألبومات ومخطط غاون للموسيقى لبيع 250,000 وحدة. الأغنية الرئيسية ددو-دو ددو-دو، بلغ ذروتها برقم واحد على مخطط غاون الرقمي ومخطط غاون للموسيقى لمدة ثلاثة أسابيع، في حين حققت أغنية صغار للأبد المرتبة الثانية كما حققت الأغنية الرئيسية المرتبة 55 على بيلبورد هوت 100 مما يجعل الفرقة الفتيات الكورية الوحيدة في الولايات المتحدة، وعلى الرقم 39 على مخطط الأغاني الأكثر استماعا. ودخلت ألبوم «سكوير آب» أيضا مخطط بيلبورد 200 وتصدرت الأسطوانة أيضا مخطط تصنيفات بيلبورد. وقد ذكرت يوتيوب بشكل رسمي أن أغنية «ددو-دو ددو-دو» حقققت 36.2 مليون مشاهدة في غضون 24 ساعة بعد إطلاقها، مما يجعلها ضمن قائمة مقاطع الفيديو الأكثر مشاهدة عبر الإنترنت في أول 24 ساعة.

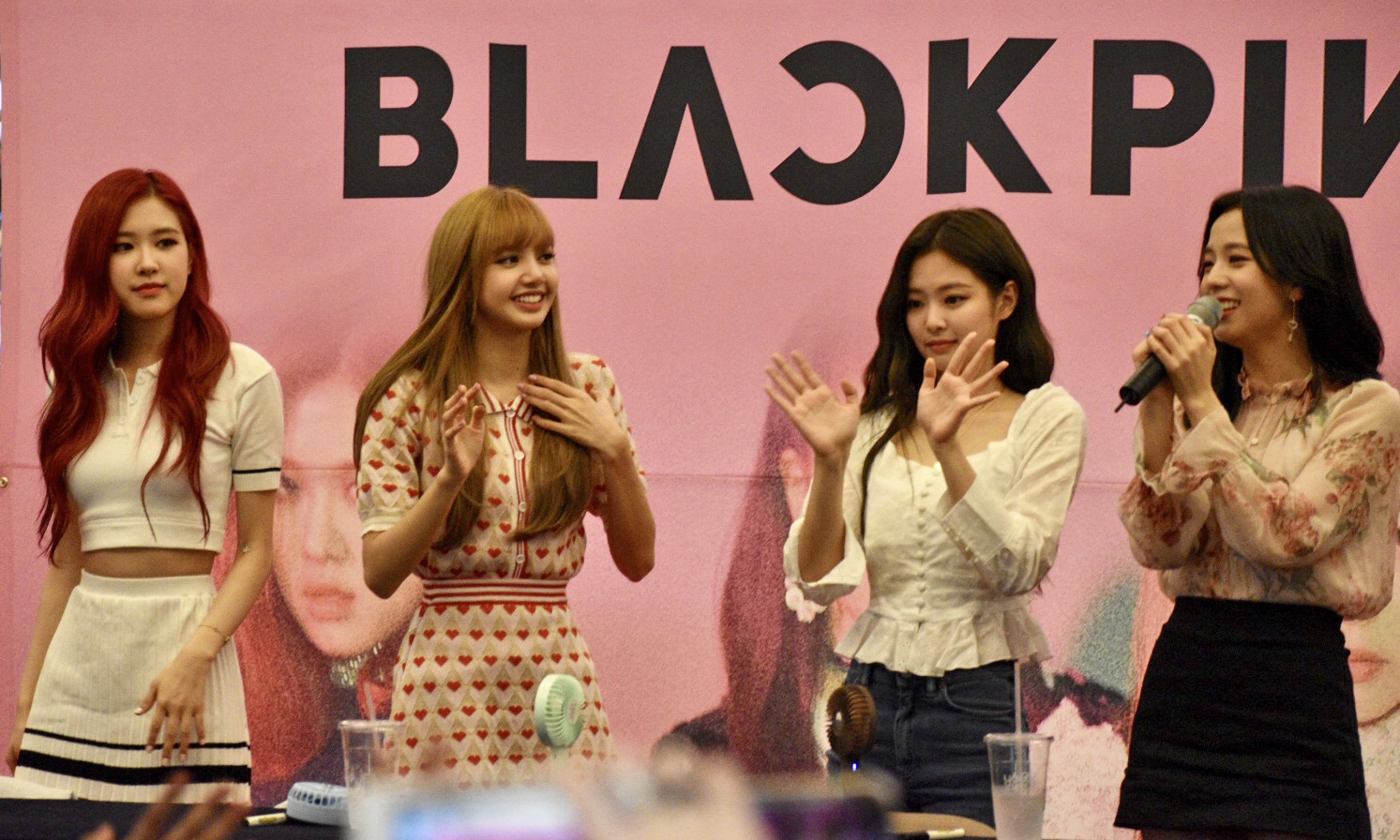
بلاكبينك يحضرون حدث المعجبين لـ لألبوم سكوير آب الذي عقد في أيه كيه بلازا في بوندانغ ، 24 يونيو، 2018

شرعت بلاكبينك في جولتها الأولى اليابانية المباعة في أوساكا من 24 إلى 25 يوليو تم تعيين الجولة في البداية كستة عروض عبر أوساكا، فوكوكا وتشيبا ولكن عرض إضافي في تشيبا أضيفت بسبب الطلب. تم إضافة محطة جولة نهائية في وقت لاحق لشهر 24 ديسمبر في قبة أوساكا كهدية عيد الميلاد للمشجعين، حيث حضر 50000 شخص. في 12 سبتمبر، تم الإعلان عن أن المجموعة ستعقد أول حفل لها في سيول، جولة بلاك بينك في منطقتك X بي سي كارد، في حلبة الجمباز الأولمبية. كان الحفل الموسيقي هو المعرض الأول ل جولة في منطقتك العالمية، الذي استمر طوال عام 2019 وأوائل عام 2020 في أمريكا الشمالية وأوروبا وأوقيانوسيا وآسيا. بحلول نهاية مدارها، أصبحت الجولة هي جولة كبيرة الحجم من قبل مجموعة فتاة كورية.
في 19 أكتوبر 2018، أصدر المغنية الإنجليزية دوا ليبا أغنية قبلة ومكياج مع بلاكينك، أحد أغاني ألبومها دوا ليبا  أصبحت «قبلة ومكياج» للمرة الثانية في تصنيف المملكة المتحدة للأغاني المنفردة، حيث بلغت ذروتها في رقم 36، ودخولهم الأول الأربعين الأول. كانوا أول مجموعة كورية من الإناث والكورية الثالثة عموما للوصول إلى أعلى 40. كما أنها حققت المرتبة 93 على بيلبورد هوت 100، وهذه المرة الثانية التي تدخل فرقة بلاكبينك المخطط والفرقة الكورية الوحيدة التي تدخل المخطط أكثر من مرة
في أكتوبر 2018، وقعت الفرقة عقدا مع إنترسكوب ريكوردز في شراكة عالمية مع واي جي للترفيه كان من المفترض أن يمثلهم خارج آسيا أنترسكوب ومجموعة يونيفرسال الموسيقية. في نوفمبر 2018، أعلن الفرقة عن جولة إضافية في جولة خاصة بهن في جميع أنحاء العالم، والتي غطت ثلاثة عشر موعدا في جميع أنحاء آسيا من يناير إلى مارس 2019. أصدرت جيني أول أغنية لوحدها سولو  تم إصدار أول ألبوم ياباني بلاكبينك أن يور آريا رقميا في 23 نوفمبر وماديا في 5 ديسمبر. تضمن الألبوم إصدارات يابانية من جميع أغانيهن السابقة ولأول مرة حققت الرقم التاسع على مخطط ألبومات أوريكون.
ظهرت الفرقة لأول مرة في غرامي مجموعة يونيفرسال الموسيقية وذلك في وسط لوس أنجلوس بتاريخ 9 فبراير 2019. ظهرت الفرقة لاحقا على العديد من العروض التلفزيونية الأمريكية، بما في ذلك البرنامج الليلي مع ستيفن كولبير وصباح الخير يا أمريكا. وفي مارس أصبحت الفرقة أول فرقة كورية إناث تظهر على غلاف مجلة بيلبورد.
تم إصدار أغنيتهن الثالثة، أقتل هذا الحب أحد أغاني ألبوم أقتل هذا الحب، تم إصدارها في 5 أبريل 2019. حققت الألبوم المرتبة الثالثة على مخطط غاون الألبوم وحققت أيضا أثنين بلاتين لبيع 500,000 ألبوم في البلاد، وكان أيضا بلغ ذروته في رقم اثنين على مخطط غاون الرقمي. كما حقق الألبوم المرتبة 24 على بيلبورد 200، في حين حققت الأغنية المرتبة 41 على بيلبورد 100، ليصبح أعلى ترتيب بالنسبة لفرقة إناث كورية. كما حققت المرتبة 66 على قائمة بيلبورد أفضل أغاني 2019. بعد إصدار الأسطوانة، قامت الفرقة بأداء في عام 2019 مهرجان كوتشيلا في الفترة من 12 و 19 أبريل 2019، مما يجعلها أول فرقة كورية تقوم بذلك. تلقت الفرقة العديد من النقاد والمعجبين على حد سواء
في 16 أكتوبر 2019، تم إصدار النسخة اليابانية من «أقتل هذا الحب» في السوق اليابانية، بلغت ذروتها في الرقم 17 على مخطط ألبومات أوريكون. شرعت الفرقة لمجموعة متنوعة من الأنشطة الترويجية في اليابان، بما في ذلك الظهور برامج تلفزيونية في الموسيقى اليابانية مثل هيئة بث أساهي ومحطة الموسيقى وتلفزيون فوجي. صوتت كجلة بابير على الفرقة لعام 2019 بسبب قائمة الجوائز على الإنترنت ™.

### الألبوم والعرض (2020-2021)
في 22 أبريل، تم التأكيد أن الفرقة ستتعاون مع ليدي غاغا على ألبومها السادس للاستوديو، كروماتيكا. وتحديدا أغنية حلوى حامضة تم إطلاق الأغنية في 28 مايو 2020. على وقد حققت الأغنية المرتبة 33 على بيلبورد، مما جعلت الفرقة أفضل 40 منذ 40 عاما وأصبحت أغنية الفرقة الأولى في الولايات المتحدة في ذلك الوقت، بالإضافة إلى أعلى أغنية رسمية من فرقة فتيات كورية، وفي أستراليا حققت الأغنية المرتبة الخامسة ببرنامج بلاكبينك وفي المملكة المتحدة، حققت الأغنية المرتبة 17.
في 18 مايو، أعلن واي جي أن الفرقة ستطلق أغنية في يونيو، تليها أخرى بين يوليو وأغسطس، لتعزيز ألبوم الاستوديو الكوري الأول. في 2 يونيو، أكد واي جي أن بعد إطلاق الألبوم، سيصدرون أغاني فردية للأعضاء. في خضم استعدادات العودة للفرقة، أصدرت الفرقة مقدمة من أحدث برنامج واقعي بعنوان 24 / 365"، في 13 يونيو، قبل إطلاقها على اليوتيوب. تظهر البرنامج عودتها في 2020 جنبا إلى جنب مع مشاركة حياتهم اليومية من خلال الفلوغات.
تعرضت أغنية هاو يو لايك ذات لمضايقات شديدة على وسائل التواصل الاجتماعي في الفترة التي سبقت إطلاقها الرقمي في 26 يونيو. لقد بلغ ذروته في مخطط غاون الرقمي لمدة ثلاثة أسابيع. وقد أصبحت هاو يو لايك ذات الأغنية الخامسة التي دخلت مخطط بيلبورد (ذروتها بالمرتبة 33)، وكسرت الفيديو الموسيقي خمس أرقام قياسية عالمية لغينيس. الأغنية حققت المرتبة الأولى في يوتيوب ميوزيك أعلى 10 أغاني صيفية بعام 2020 في أغنية الصيف مما يجعل الفرقة الأولى الأنثوية بالجائزة. في 23 يوليو، أعلن واي جي أن الأغنية الثانية بعنوان آيس كريم مع المغنية الأمريكية سيلينا غوميز، سيتم إصداره في 28 أغسطس. وقد حققت الأغنية المرتبة 13 ببيلبورد وهذا أعلى رقم لها. كما حققت المرتبة 39 في المملكة المتحدة.

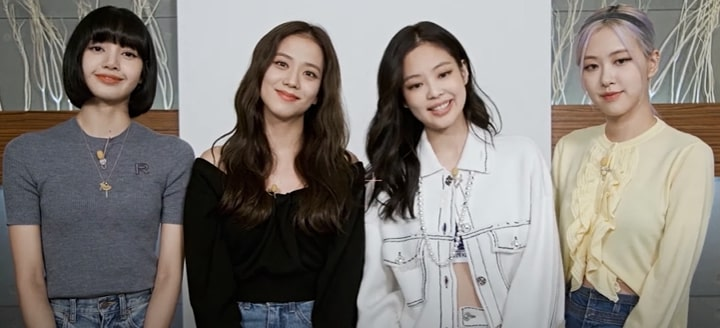
بلاكبينك في 2020

في 2 أكتوبر 2020، أطلقت الفرقة ألبومها بعنوان الألبوم مع أغنيتها لوف سيك جيرلز. وصلت «الألبوم» بالمرتبة الثانية ببيلبورد هوت 200، وبمخططات المملكة المتحدة، وهذا أعلى إنجاز يحققها فرقة كورية أنثوية كما حطمن أعلى مبيعات في الأسبوع الأول بالنسبة للفرق البنات، حيث وصلت المبيعات إلى 590000 بعد يوم من إطلاقه. وقد أصبحت الفرقة أعلى فرقة إناث كورية تجاوز عدد مبيعات ألبومها حاجز المليون، حيث وصل عدد المبيعات إلى 1.2 مليون بأقل من شهر وقد قدمت الفرقة أغنية في برنامج صباح الخير يا أمريكا وجيمي كيميل لايف! وذلك في 21 أكتوبر.
وفي 14 أكتوبر أطلقن فيلمهن الوثائقي على نتفليكس بعنوان بلاك بينك تضيء السماء وأظهر الفيلم السنوات الأربع منذ أول ظهور للفرقة في عام 2016. وشملت الوثائقي لقطات من أيام التدريب الخاصة بها، وحياتهن، ووراء الكواليس والمقابلات مع الأعضاء، وكذلك لمحات في إنتاج «الألبوم». النجاح التجاري للألبوم، إلى جانب الفيلم الوثائقي للفرقة، أسفر عن تصدر الفرقة لتصنيف بلومبيرغ إل بي.
في 2 ديسمبر، أعلنت بلاكبينك عن تعاونها مع يوتيوب ميوزك لإقامة أول حفل لها كعرض مباشر بعنوان العرض في البداية تم وضعه في 27 ديسمبر 2020، ولكن تم إعادة تأجيله إلى 31 يناير 2021، بسبب وباء كورونا في كوريا الجنوبية. ظهرت الحفل على شكل عرضا مباشرا من العديد من أغاني من «الألبوم»، وكذلك أغنية روزي ذَهَبَ من ألبومها الفردي آر  اشترى أكثر من 280,000 شخص عضوية الوصول إلى المعرض، وكانت الحفلة الموسيقية بمثابة عرض مباشر من أكثر من 100 دولة.
أصدرت الفرقة النسخة اليابانية من «الألبوم» في 3 أغسطس 2021 مع الإصدارات اليابانية لأربعة أغاني («هاو يو لايك ذات»، «وحش جميل»، «فتيات يحبن»، و «أنت لا تعرف أبدا»)، والتي بلغت ذروتها في المرتبة الثالثة على مخطط ألبومات أوريكون. لتعزيز الألبوم، ظهروا على برامج التلفزيون الموسيقية اليابانية مثل «محطة موسيقى» في اساهي . في 4 أغسطس تم إصدار فيلم بعنوان بلاكبينك الفيلم مستعرضا لقطات مع الفرقة وكذلك العروض الحية من العرض وجولات في جميع أنحاء العالم.

### بورن بينك (2022-الحاضر)
في 6 يوليو، 2022، أعلنت واي جي أن الفرقة في المراحل النهائية لإصدار ألبوم جديد وتسجيل أغنية في منتصف يوليو وإطلاق أغنية جديدة في منتصف أغسطس كما أكدوا أن الفرقة ستقوم بجولتهم العالمية الثانية في نهاية العام. في 12 يوليو، كشفت واي جي أن الفرقة ستتعاون مع اللعبة ببجي موبايل من 22 يوليو إلى 30، بما في ذلك عروض الأغاني للفرقة وكذلك أغنية بعنوان جاهز للحب. تم إصداره بالكامل مع فيديو موسيقي أنيميشن في 29 يوليو.
في 31 يوليو، أعلنت الفرقة أنها ستصدر أغنية «بينك فينوم» في 19 أغسطس قبل ألبومهم الثاني في سبتمبر، تليها جولة بورن بينك العالمية في سيول في 15 أكتوبر ومن المتوقع أن يستمر حتى يونيو 2023. عندما تم نشر الأغنية، تصدرت بيلبورد 200 لمدة أسبوعين، لتصبح أعلى إنجاز بالنسبة لفرقة إناث كورية، بالإضافة إلى أعلى إنجاز بالمخطط من ناحية عدد الأسابيع. كما بلغت الأغنية ذروتها في المرتبة الثانية في كوريا الجنوبية بمخطط سيركل الرقمي وحققت المرتبة 22 على بيلبورد هوت 100 وأصبحت أعلى أغنية لفرقة كورية بأريا تشارتس. في 28 أغسطس، قامت الفرقة بأداء أغنية «بينك فينوم» بجوائز أم تي في للموسيقى 2022 مما يجعلها أول فرقة كورية تقدم أداء في المعرض، وفازت بجائزة أفضل أداء ميتافيرس.
في 16 سبتمبر 2022، أصدرت الفرقة ألبومهم الثاني الاستوديو بورن بينك جنبا إلى جنب مع الأغنية الثانية شات داون، والتي تصدرت بيلبورد 200 وأخذت المرتبة الثالثة بمخطط سيركل والمرتبة 24 بمخطط بيلبورد 100. أما ألبوم «بورن بينك» فقد حققت المرتبة الأولى بمخطط سيركل مع 2,141,281 نسخة تم بيعها في أقل من يومين من الإصدار وأصبح أول ألبوم من فرقة كورية إناث يباع أكثر من مليوني نسخة. في الولايات المتحدة، ألبوم بورن بينك التي تصدرت مخطط بيلبورد 200 أضبح أول ألبوم من قبل فرقة إناث كورية تحقق هذا الإنجاز، وأول فرقة إناث منذ فرقة دانتي كين مع ألبوم أهلا بك إلى الدمية في عام 2008. في المملكة المتحدة، أصبح الألبوم أيضا أول ألبوم من فرقة كورية إناث تصل إلى الرقم واحد على مخطط ألبومات المملكة المتحدة. كما تميزت أنها المرة الأولى التي تصدرت فيها فرقة إناث في وقت واحد مخططات الألبوم في الولايات المتحدة والمملكة المتحدة منذ فرقة دستنيز تشايلد وألبومهن الناجي في عام 2001. في 21 أكتوبر، تم الإعلان عن الحفلة الموسيقية التوقيت الصيفي البريطاني في 2 يوليو 2023، مما يجعلها أول فرقة تقوم بمهرجان رئيسي في المملكة المتحدة.

## النواحي الفنية

### النمط والتأثير الموسيقي
أتصفت موسيقى فرقة بلاكبينك بالمقام الأول من نوع موسيقى الرقص الإلكترونية وموسيقى البوب مع الهيب هوب وموسيقى التراب إضافة لأنواع أخرى مثل آر آند بي، والموسيقى العربية، والبالاد والروك. كما أنها تميل إلى موسيقى الدروب بشكل متكرر في أغانيهم. تم وصف موسيقى بلاكبينك بأنها الجمع بين الشرسة والجريئة باستخدام أسلوب الغناء «المنفعل».
في وقت مبكر من حياتهم المهنية، صرحت الفرقة بأنهم أرادوا محاكاة تو ني ون وإظهار لونهم الفريد. استشهدت الفرقة ببعض الفنانين الآخرين مثل ليدي غاغا، أريانا غراندي، كاردي بي وسيلينا غوميز.

### مفهوم وكلمات الأغاني
يمثل مفهوم الفرقة من اسم الفرقة نفسها، حيث يمثل اللون الأسود صورة أكثر نضجا، والفتاة الساحقة، في حين يمثل اللون الزهري صورة لطيفة وملونة في مقابلة مع جيمي كيميل، أوضحت روزي أن الفرقة تشعر بأن «هناك لونين يمثلاننا أكثر فنحن الأكثر جاذبية للغاية، لكننا في الوقت نفسه نحن وحشية جدا أيضا»، وقد كانت أغنيتهم«وحش جميل» قد وصفت مفهوم الفرقة «أسود وردي» 
كلمات المجموعة عموما تعالج مواضيع الاستقلال، تمكين المرأة، والعلاقات السامة، وكذلك الرومانسية الصيفية.

## الصورة العامة والتأثير
منذ ترسيم الفرقة، برزت كفرقة بارزة في الكيبوب وتم تصنيفهم على أنهم «أكبر فرقة فتيات في العالم»، و«أكبر فرقة كيبوب على الكوكب»، و«ملكات الكيبوب».
كتب إنسايدر إنك أن«الفرقة بمثابة أنفجار في الكيبوب مع مجموعة من الأشخاص الذين أصبحوا كسفراء لمفهوم» الفتاة الساحقة«والثقة، والجنس، والإلهام، في الكيبوب» وصف بيلبورد الفرقة بالأكثر وضوحا لمفهوم الفتاة الساحقة بعد إصدار أغنية ددو-دو ددو-دو في 2018. في كوريا الجنوبية بحسب فوربس توب 40، احتلت الفرقة المرتبة الأولى في عام 2019، والثالث في عام 2020، والثاني في عام 2021. وسائل الإعلام الدولية مثل فوربس وبيلبورد وهوليوود ريبورتر اعترفوا بشعبية الفرقة ومساهمتها في نشر الموجة الكورية على مستوى العالم.
كما تم إضافة الفرقة كواحدة من الأعمال التي تقود نمو صناعة الموسيقى الكورية من قبل الاتحاد الدولي للصناعة الفونوغرافية. كما ظهرت الفرقة في قوائم متعددة حيث كانوا أول فرقة فتيات بقائمة فوربس 30 تحت الـ30 وتم اعتبارهم في عام 2019 من قبل مجلة تايم ضمن قائمة توب 100 للنجوم الصاعدة، حيث أحدثت حقبة جديدة من الأعمال الكورية التي خرقت الحواجز اللغوية والدخول لمراحل عالمية عندما أصبحت أول فرقة كورية تقدم أداء في مهرجان كوتشيلا، أكبر مهرجان موسيقي في العالم. ولأول بالنسبة للفن الكوري، تم أعتبار الفرقة الكورية بلاكبينك كأكبر موسيقيين في العالم في شهر أكتوبر 2020 وذلك من قبل بلومبيرغ نيوز  كتصنيف نجم البوب. ووضعت مجلة بيبول الفرقة على قائمة النساء في تغيير صناعة الموسيقى. وكما أصبحت فرقة الفتيات الثالثة في التاريخ التي تم الاعتراف بها من قبل «رولينغ ستون»، بعد سبايس جيرلز ودستنيز تشايلد في يونيو 2022.
وقد حصلت الفرقة على جماهير كبيرة في وسائل التواصل الاجتماعي ومنصات البث. حيث أصبحوا الفرقة الموسيقية الأكبر على اليوتيوب في سبتمبر 2019، وأكبر قناة فن أناث من ناحية عدد المشتركين في 2020 يوليو، والأول بقائمة الفنانين الأكثر اشتراكًا في يوتيوب للموسيقى بشكل عام في سبتمبر 2021، مع ما يقرب من 82 مليون مشترك اعتبارا من سبتمبر 2022. على الإنستغرام، يعد أعضاء الفرقة الأربعة أعلى أربعة كوريين من ناحية عدد المتابعين في كوريا الجنوبية (من الأول إلى الرابع: ليزا وجيني وجيسو وروزي). كما أصبحت الفرقة فرقة الفتيات الأكثر متابعة على سبوتيفاي في نوفمبر 2019؛ اعتبارا من سبتمبر 2022، حيث لديهم أكثر من مليون متابع.
في كوريا الجنوبية، وصل تأثير الفرقة إلى الموضة. كل عضو عمل شراكة لمختلف العلامات التجارية الفاخرة: مثل جيسو مع ديور، جيني مع شانيل، روزي مع إيف سان لوران، وليسا مع بولغاري سلين. كما قامت الفرقة بالترويج لزي الهانبوك من خلال إعادة تغيير للزي التقليدي في أغنية «هاو بو لايك ذات». تعتبر المجموعة أن الأزياء جزءا مهما من صورتها العامة، تقول جيني لمجلة إل «بالتأكيد تمكن لنا بقدر ما تفعل الموسيقى» بأنها «لا ينفصلنا من موسيقاهم». وقد لوحظ أن أسلوبهم مزج بين أسلوب الفرقة مع الأذواق الفردية.

## المشاريع الأخرى

### معتمد
حصلت فرقة بلاكبينك على العديد من الصفقات في مختلف المجالات طوال حياتهم المهنية. على الصعيد العالمي، كانت الفرقة سفراء لكيا، والتي أستخدمت لقب جولة في منطقتك العالمية. في أمريكا الشمالية، عقدت شراكة مع لعبة شركة جزوارس لإنشاء مجموعة من الدمى على غرار الملابس المستوحاة من أغانيهن. في يونيو 2020، تعاونت مع زيبتو، وهي مختصة بالرسومات ثلاثية الأبعاد
كان حدث التوقيع مشهور بين المشجعين الدوليين، حيث تجاوزت الخدمة 30 مليون مشارك اعتبارا من 11 سبتمبر 2020، وعدد المستخدمين الجدد الذين يتزايدون بمقدار 300000 بسبب أغنية آيسكريم بالإضافة إلى ذلك، تعاونت الفرقة أيضا مع لعبة الباتل رويال ببجي موبايل لإصدار المحتوى والفعاليات التعاونية داخل اللعبة.

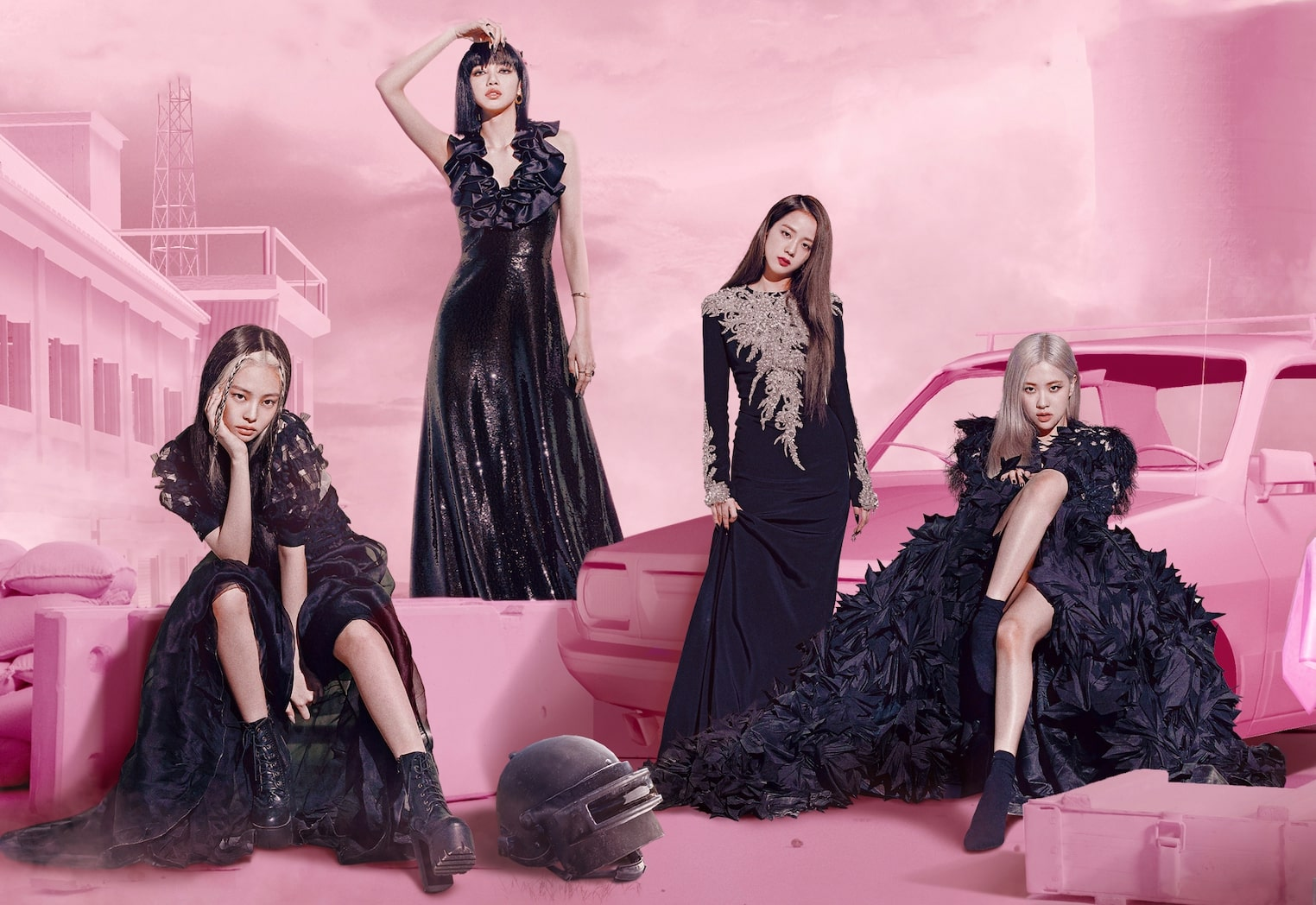
إعلان بلاكبينك لببجي موبايل

في آسيا، تم عقد شراكة مع سامسونغ والعمل على حملات متعددة للترويج لمنتجات الإلكترونيات، مثل تحدي «دانيكي وومي» من أجل الترويج لسامسونغ غالكسي أيه في أغسطس 2019، أطلقت سامسونغ مجموعة عملاء خاصة بخصوص بلاكبينك في جنوب شرق آسيا، والتي تضم سامسونج جالكسي إي 80 وساعة سامسونغ غالاكسي و«غالاكسي بودز». وأيضا ظهرت الفرقة مع سامسونج جالكسي إس 10. في نوفمبر 2018، عقدت الفرقة شراكة مع العلامة التجارية الإقليمية الأولى من أجل منصة التجارة الإلكترونية السنغافورية، شوبي، كجزء من شراكتها مع مجموعة واي جي في جنوب شرق آسيا وتايوان. كما بدأ البنك التايلندي كاسيكورنبانك شراكتها مع بلاكبينك في نوفمبر 2019. في سبتمبر 2020، أصبحت الفرقة متحدثا باسم بيبسي في منطقة آسيا والمحيط الهادئ، بما في ذلك الصين والفلبين وتايلاند وفيتنام. كما بدأت شركة الاتصالات الفلبينية جلوب تيليكوم شراكتها مع الفرقة في ديسمبر 2020
في كوريا الجنوبية، أصبحت الفرقة سفراء العلامة التجارية أديداس، ومع فندق لوكساري ومنتجع باراديس، ومع العلامة التجارية أولينس في يوليو 2018 وأغسطس 2020، احتلت الفرقة المرتبة الأولى بين جميع الفنانين في سمعة العلامة التجارية القائمة على تحليلات معهد أبحاث السمعة في كوريا، مما يجعلهم بالفعل الفرقة الأنثى الوحيدة التي قامت بذلك. في مايو 2017، أصبجت الفرقة سفراء فخريين للجمارك وشركة خدمة إنتشون، حيث سيحتوي اللافتات بصورهن للمسافرين الأجانب في مطار إنتشون الدولي. في أبريل 2018، بدأت الفرقة بالإعلان لمشروب سبرايت في كوريا كما عقدت شراكة مع بنك ووري. كما تعاونت مع العلامات التجارية الأخرى الراقية، مثل العلامة التجارية بوما، ومع العلامة التجارية ريبوك وأيضا لوي فيتون وديور وماركة مستحضرات «مون شوت» حقيبة يد سانت سكوت لندنومستودع تخزين 100. كما أصدرت بلاكبينك بضائع بالتعاون مع مجموعة بنات طوكيو X سيسيل مابي في اليابان.

### الأعمال الخيرية
في ديسمبر 2018، تبرعت بلاكبينك بأموال جائزتها من جوائز إيل ستايل 2018، ما يقارب 20 مليون وون كوري (حوالي 16,630 دولارا أمريكيا)، إلى الأسر ذات الدخل المنخفض والأمهات في كوريا الجنوبية. وفي أبريل 2019 قامت الفرقة بالتبرع بمبلغ 40 مليون وون (حوالي 33,300 دولار أمريكي) إلى رابطة جسر الأمل من الإغاثة الوطنية للكوارث لضحايا حرائق غوسونغ في 2019 بكوريا الجنوبية، كما تم القيام بنفس الشيء في مارس 2022 بالتبرع 500 مليون وون لدفع ثمن إصلاح الأضرار الناجمة عن حرائق في غانغوون وغيونغسانغ.
وفي أبريل 2020، أصدرت الفرقة أقنعة وجه عبر مجموعة يونيفرسال الموسيقية - وشركة التبريس التابعة لشركة برافادو وقد تم التبرع بجميع العائدات للأكاديمية الوطنية لتسجيل الفنون والعلوم كمبادرة استجابة لفيروس كورونا وتأثيرها على صناعة الموسيقى، وفي 2020 ديسمبر، دعت الفرقة إلى العمل بشأن الاحتباس الحراري تعزيزا لمؤتمر الأمم المتحدة للتغير المناخي 2021. في 25 فبراير 2021، تم تعيين بلاكبينك رسميا دعاة رسميين من أجل سي أو بي 26 في سيول، حيث تلقوا رسالة تقديرية شخصية كتبها رئيس وزراء المملكة المتحدة، بوريس جونسون، لعملهم في انتشار الوعي بخصوص تغير المناخ.
في 23 أكتوبر 2021، كانت الفرقة جزءا من تشكيلة يوتيوب اورجينال خاص بعنوان «عزيزي الأرض»، والتي تركز على تشجيع المشاهدين على أن تصبح أكثر واعية بيئيا.

## الجوائز والإنجازات
حصلت فرقة بلاكبينك على ثلاث جوائز خيار الشعب، جائزة اختيار المراهقين، جائزة إم تي في للفيديو الموسيقي، تسعة جوائز غاون للموسيقى، ستة جوائز من جوائز القرص الذهبي، خمسة جوائز من ميلون للموسيقى، ثمانية أمنيت، جائزتي سول للموسيقى، ستة أرقام غينيس.
كما أصبحت أغنية ددو-دو ددو-دو الفيديو الموسيقي الأكثر مشاهدة بالنسبة لفرقة كورية جنوبية في يناير 2019 وأصبح أول فيديو موسيقي لفرقة كورية يتجاوز مليار مشاهدة في نوفمبر 2019. بعد إصدار أغنية هاو يو لايك ذات في 26 يونيو 2020، كسر بلاكبينك خمسة أرقام غينيس، مثل أكبر فيديو موسيقي من ناحية عدد المشاهدات على اليوتيوب بأول 24 ساعة من الإطلاق (مع 86.3 مليون مشاهدة). في عام 2021، حصلت الفرقة على رقم سادس بموسوعة غينيس كالفرقة الأكبر من ناحية عدد المشتركين على اليوتيوب، مع أكثر من 60 مليون مشترك.
وكما تم التعرف على بلاكبينك كواحدة من توب عشرة بعام "2020"، التي تم اختيارها بواسطة سي جاي إي أند إم، الفرقة التي ألهمت الجمهور العالمي مع عملهم الرائد في ثقافة البوب الكوري في عام 2020.

## الأعضاء
| العضوة | الاسم الحقيقي                         | بالهانغل | تاريخ الميلاد والعمر | الموضع في الفرقة   |
| ------ | ------------------------------------- | -------- | -------------------- | ------------------ |
| جيسو   | كيم جيسو                              | 김 지소  | 3 يناير 1995         | مغنية              |
| جيني   | جيني كيم                              | 김 제니  | 16 يناير 1996        | رابر، مغنية        |
| روزي   | بارك تشايونغ روزان بارك (بالانجليزية) | 박채영   | 11 فبراير 1997       | مغنية، راقصة       |
| ليسا   | لاليسا مانوبان                        | 리사     | 27 مارس 1997         | راقصة، رابر، مغنية |

## الأعمال
- الألبوم (2020)
- بورن بينك (2022)

## الحفلات الموسيقية والجولات
- جولة بلاكبينك في أريانا (2018)
- جولة في منطقتك العالمية (2018–2020)
- جولة بورن بينك العالمية (2022–2023)
- عرض بلاكبينك البريمير للترسيم الياباني (2017)
- العرض (2021)

## الأفلام
- بلاكبينك هاوس (2018، في لايف/ يوتيوب/جاي تي بي سي 2)[262]
- مكتب استراتيجية المستقبل لواي جي (2018، نتفليكس)[263]
- بلاكبينك × ستار رود (2018، في لايف)
- يوميات بلاكبينك (2019، في لايف، يوتيوب)
- 24\365 مع بلاك بينك (2020، يوتيوب)[264]
- بلاكبينك تضيء السماء (2020، نتفليكس)[132]
- بلاكبينك:الفيلم (2021)[265]

## وصلات خارجية
- بلاكبينك على موقع IMDb (الإنجليزية)
- بلاكبينك على موقع ميوزك برينز (الإنجليزية)
- بلاكبينك على موقع أول ميوزيك (الإنجليزية)
- بلاكبينك على موقع ديسكوغز (الإنجليزية)
- الموقع الرسمي
 (بالكورية) (بالإنجليزية)